# アルパラタ
アルパラタ(Aloo paratha)は、インド亜大陸のパン料理である。「ジャガイモのパラーター」の意味である。インドの西部、中部、北部からパキスタンの朝食である。無発酵のパン生地にマッシュポテトとスパイスを詰め、バターまたはギーを塗って、タヴァで焼く。北部及び西部インドの地域によって、バターやチャツネ、ピクルス等を添える。